# ブルガール (都市)

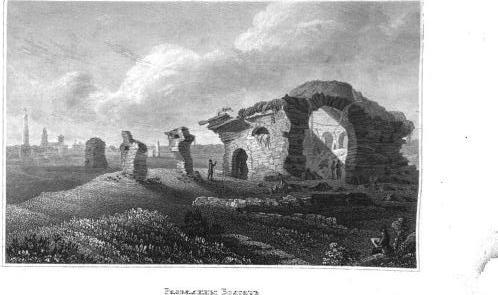
再建前の丘の城砦（19世紀のリトグラフ）

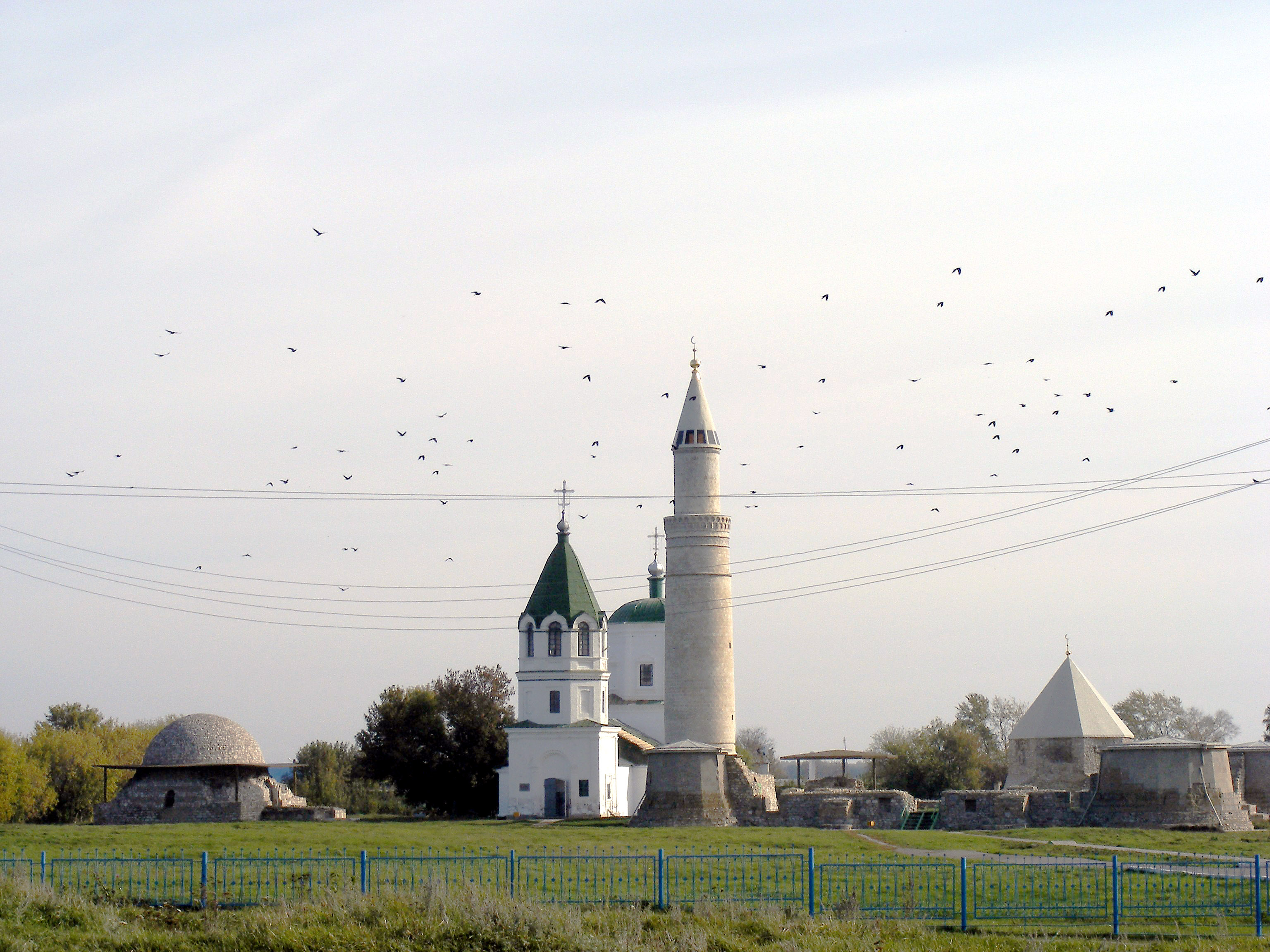
丘の城砦の全景

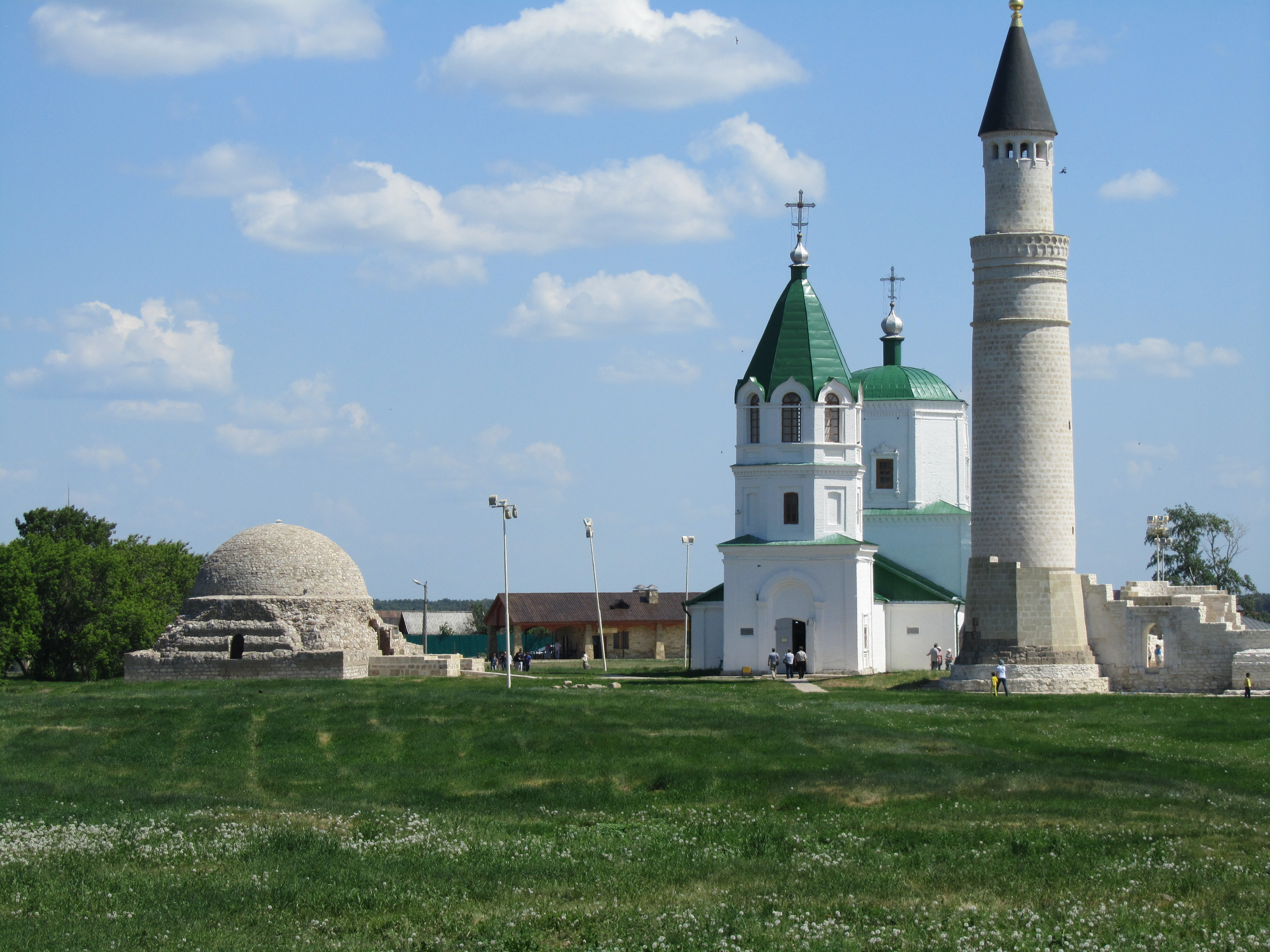
丘の城砦の宗教建造物群

ブルガール (タタール語: Болгар, チュヴァシ語: Пăлхар) は、西暦8世紀から15世紀の間、ビリャルなどとともに断続的にヴォルガ・ブルガールの首都となった都市である。現在のロシア連邦タタールスタン共和国スパッスク地区に存在したヴォルガ川沿岸の都市で、ヴォルガ川とカマ川の合流点から下流に約30 km、現在のカザンからは約130 km に位置していた。その遺跡は現在ではボルガル遺跡と呼ばれており、その西にある小さな町も1991年以降ボルガルと呼ばれている。ボルガル遺跡は2014年にUNESCOの世界遺産リストに登録された。

## 歴史
この都市は8世紀にはヴォルガ・ブルガールの首都となったという説がある。ヴォルガ川沿いではロシア人の侵攻が頻繁に起こっており、多くの犠牲を出した戦いのせいで、ヴォルガ・ブルガールの王たちはビリャルへの遷都を断続的に強いられた。ビリャルがモンゴルの侵攻によって破壊されると、より古いこの都市はジョチ・ウルスの最初の首都となった。モンゴルに支配されていた時期に、ブルガールは莫大な富、多くの壮大な建物を備え、規模の面で十倍に成長した。
トクタミシュとティムール間の戦争（トクタミシュ＝ティムール戦争）はブルガールの際立った没落を示すものとなった。ブルガールは、ティムールの脅威にさらされていたBulaq-Temirによって掠奪された（1361年）。さらに、1431年にはモスクワ大公国のヴァシーリー2世に破壊された。それでも、カザン・ハン国がイヴァン4世に征服され、ロシア領に組み込まれた16世紀半ばまで、ブルガールはムスリムたちの宗教的な中心地として機能していた。16世紀以降、ムスリムの巡礼地になっている。
帝政ロシア時代に、かつて都市があった場所にロシアの平民たちが入植した。1722年にピョートル1世は残っていた遺跡を保存するための勅令を出したが、歴史的遺産を保護することを志向したロシアの法規では最初期に属する。
ソ連時代、ブルガールは「小ハッジ」（小巡礼）と呼ばれる地域的なムスリム運動の中心地になった。タタールスタンや他のソ連構成地域のムスリムたちはメッカへのハッジに参加することができず、代わりにブルガールへの巡礼をしたのである。

## 記念建造物群

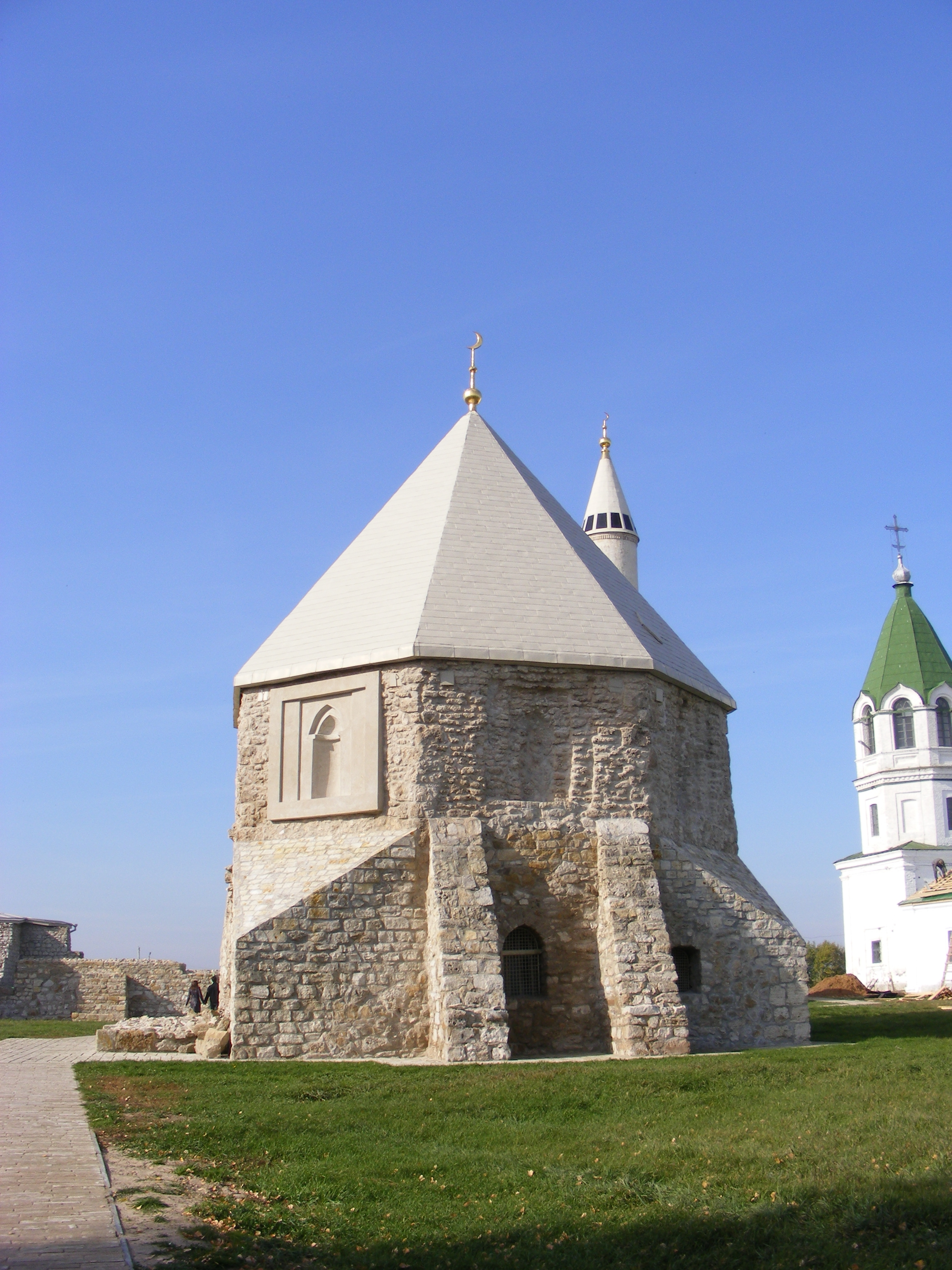
東の霊廟
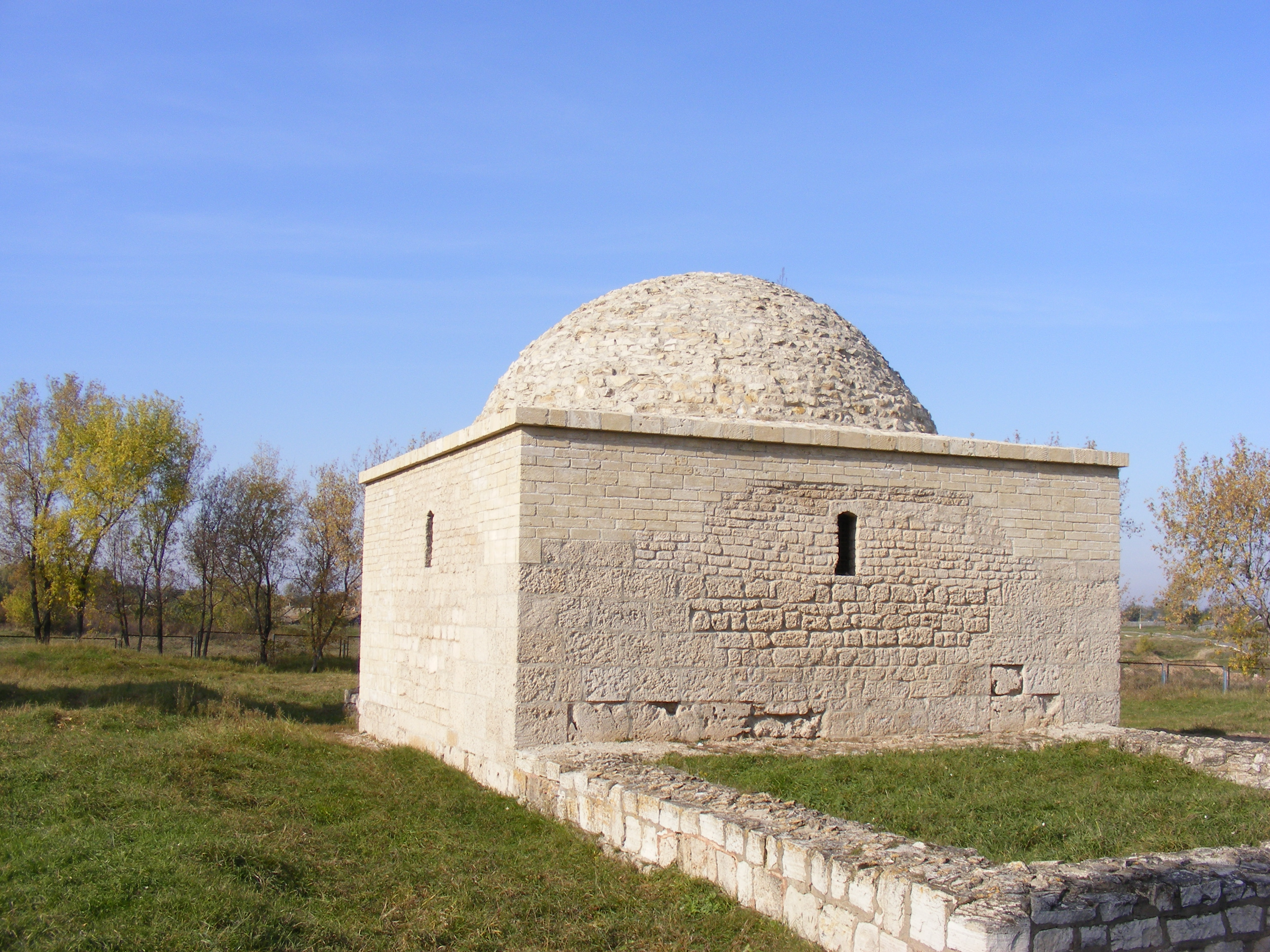
ハーンの霊廟
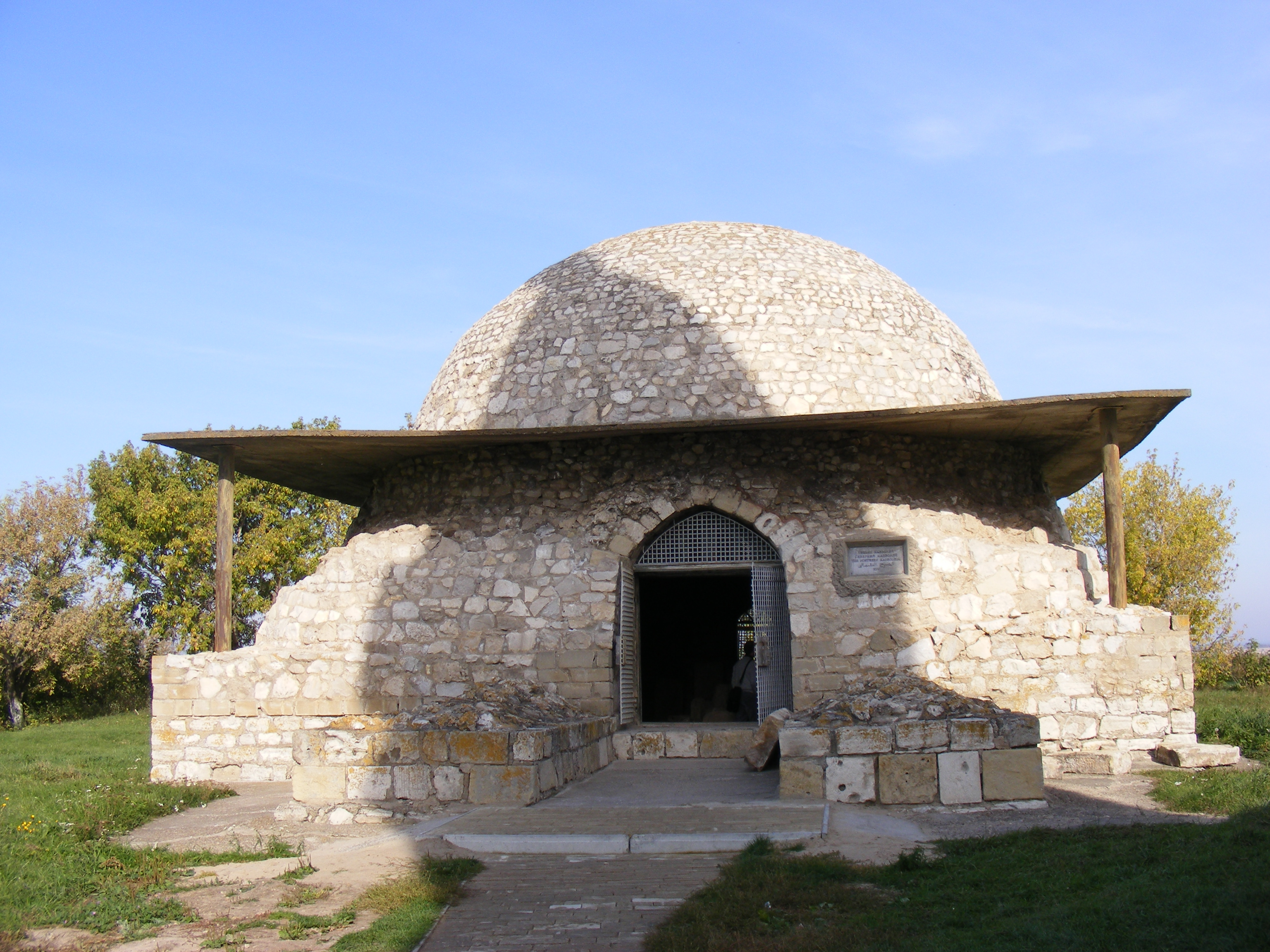
北の霊廟
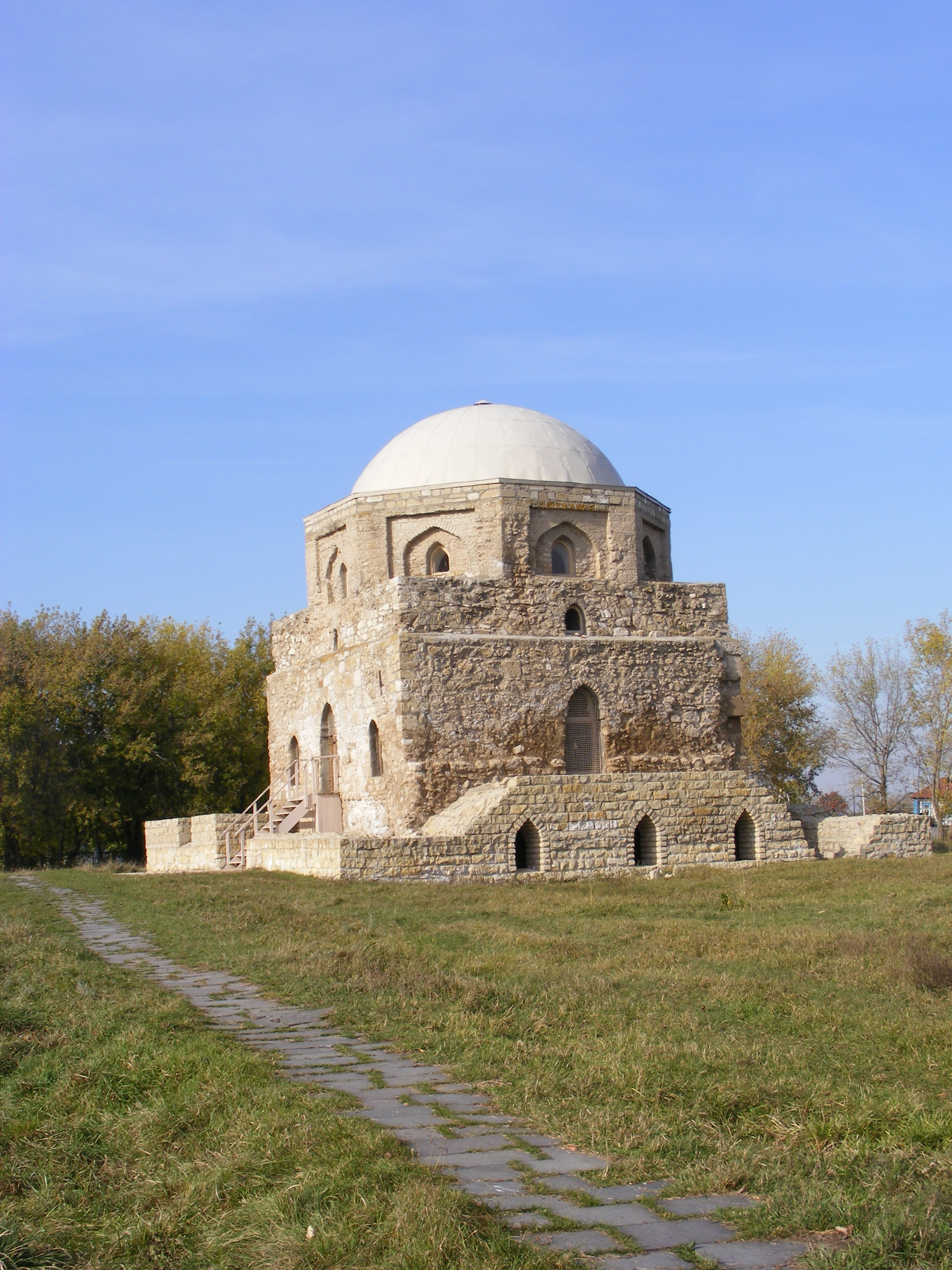
黒の館
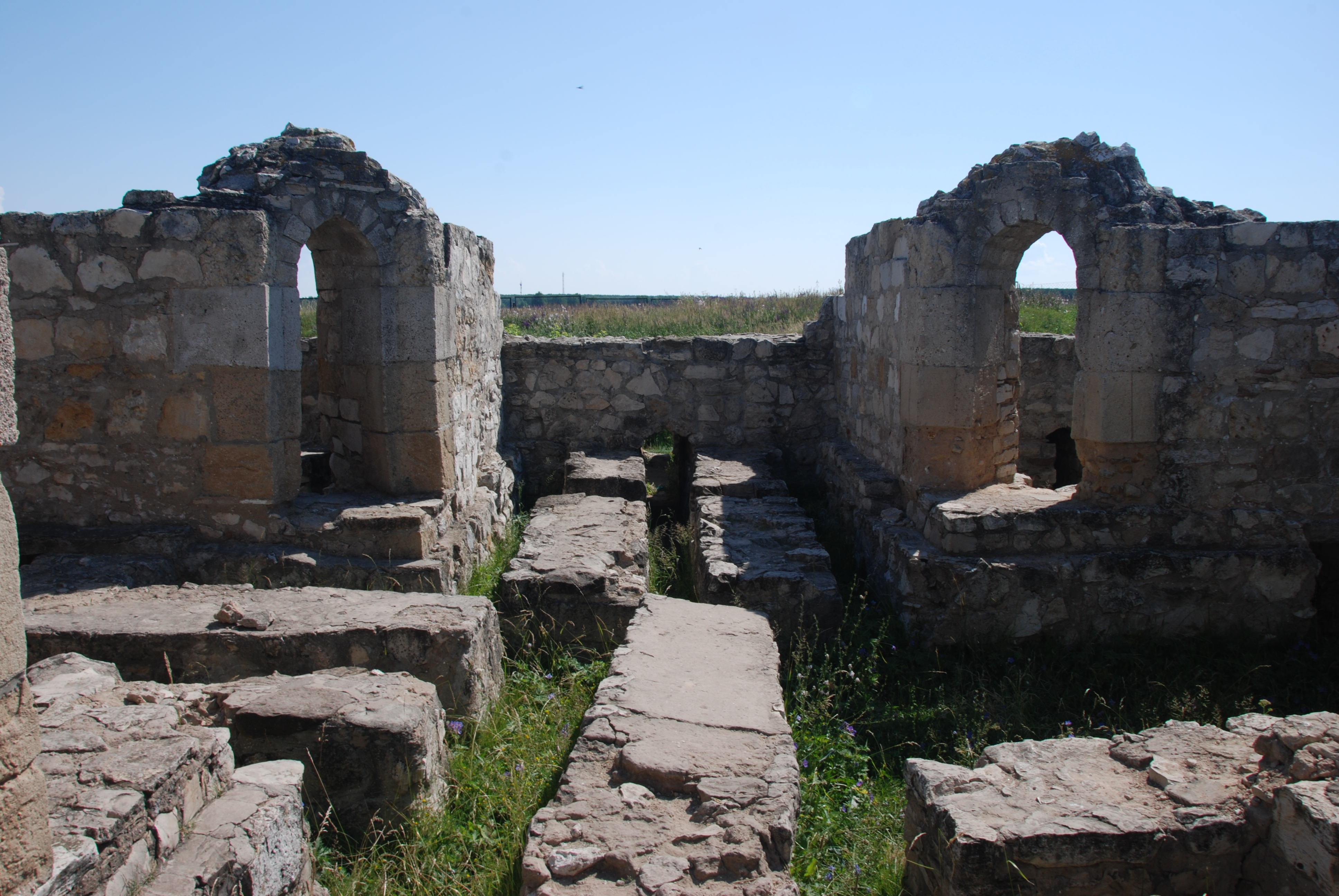
白の館
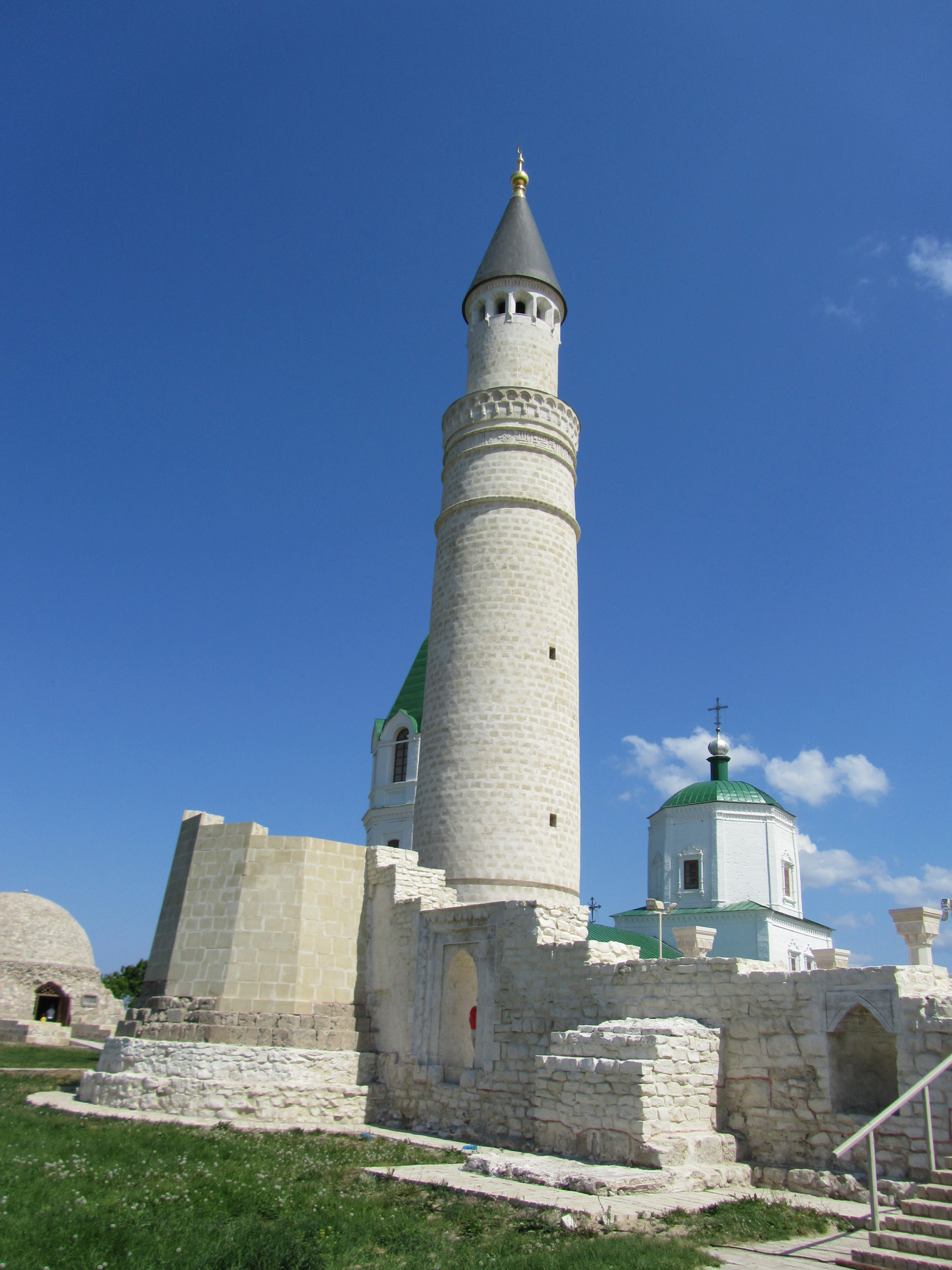
大ミナレット
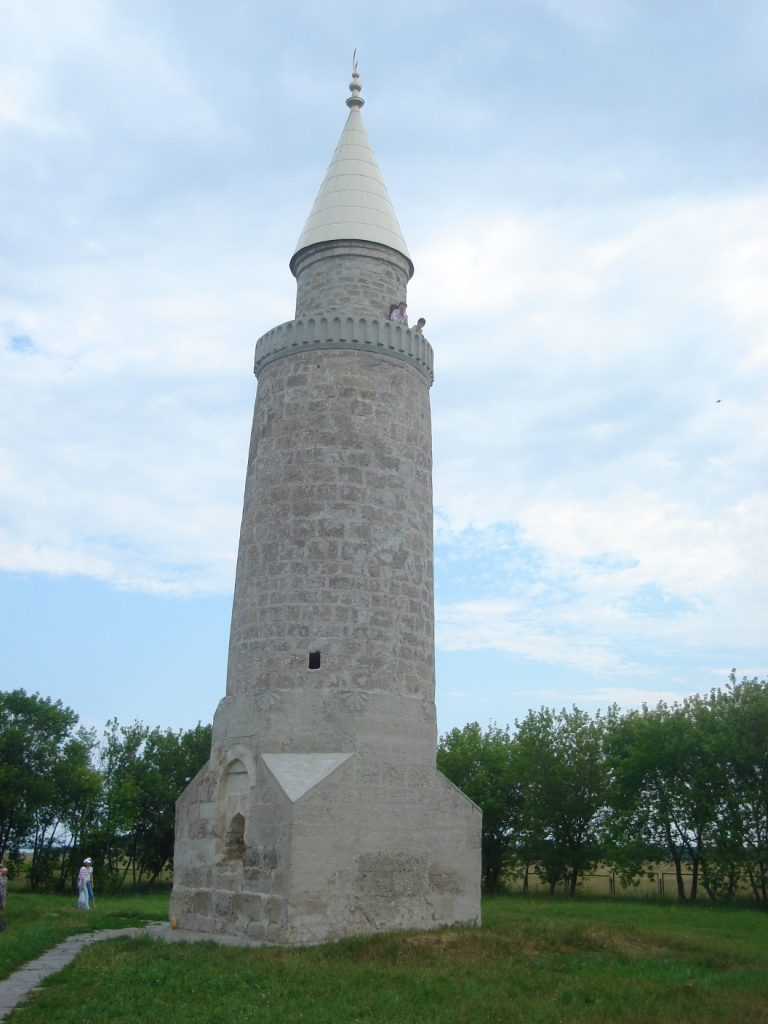
小ミナレット
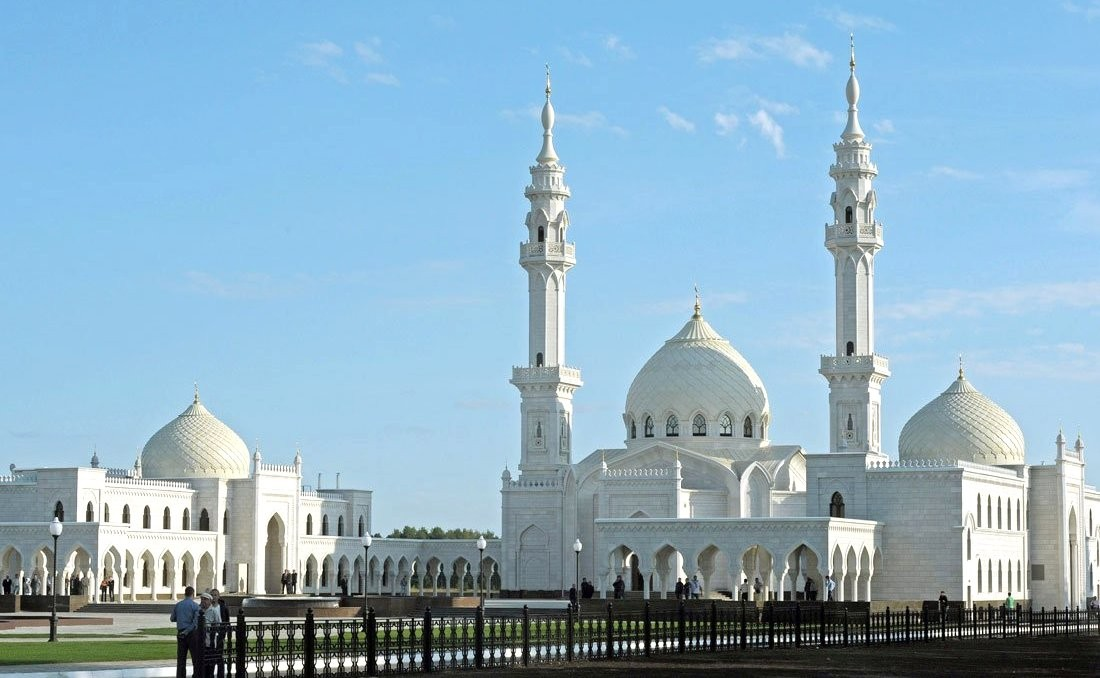
カテドラル・モスク

## 現代における位置づけ

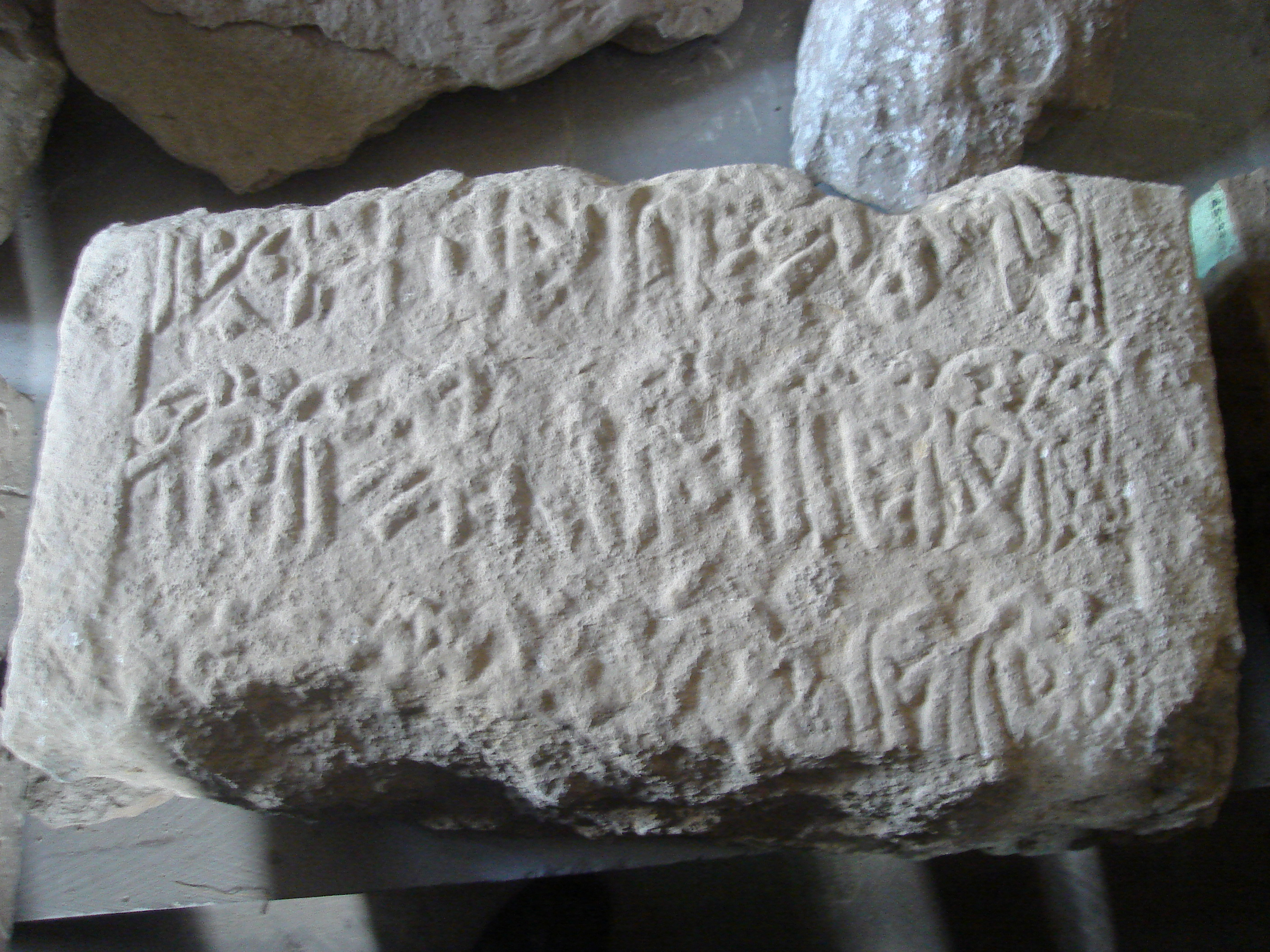
ボルガルの墓碑

タタール人たちは、ヴォルガ・ブルガール王国の首都をShahri Bolghar (タタール語: Шәһри Болгар)、すなわちブルガール市と呼ぶ。都市遺跡は彼らの文化遺産に属している。というのは、タタールスタン共和国では、ヴォルガ・ブルガールが、今日の同共和国と文化的繋がりを持つカザン・ハン国の先祖に当たる国家と見なされているからである。こうした考え方はソ連時代の公式イデオロギーとして採用されていたものだが、ソ連崩壊後には批判的な見解も見られるようになっている。
ソビエト連邦の崩壊後の民族意識の高まりは、タタール人の中で、ブルガールを「父祖の土地、イスラームの中心」と見なす風潮に繋がった。タタールスタン共和国では5月21日はブルガールにおけるイスラーム受容を記念する祝日となっている。